# Thở máy không xâm lấn
Thở máy không xâm lấn (Non invasive ventilation, NIV) hay thở máy không xâm nhập là việc sử dụng phương pháp hỗ trợ thở thông qua mặt nạ mũi hoặc mũ trùm kín mặt. Không khí, thường có thêm lượng oxy, được đưa qua mặt nạ dưới áp suất dương; nói chung áp suất được thay đổi luân phiên tùy thuộc vào việc người bệnh hít vào hay thở ra. Cơ chế thở máy này được gọi là "không xâm lấn" vì oxy được cung cấp cho người bệnh với một mặt nạ ôm khít vào mặt hoặc quanh đầu, mà không cần phải đặt nội khí quản (một ống thông qua miệng vào khí quản). Mặc dù có những điểm tương đồng về giao diện, NIV không giống như áp lực đường thở dương liên tục (CPAP), áp dụng một mức áp lực dương đường thở duy nhất trong toàn bộ chu kỳ hô hấp; CPAP không phải là thở máy nhưng đôi khi được sử dụng trong các điều kiện cũng được điều trị bằng NIV.
Thở máy không xâm lấn được sử dụng trong suy hô hấp cấp tính do một số bệnh lý gây ra, nổi bật nhất là bệnh phổi tắc nghẽn mạn tính (COPD); nhiều nghiên cứu đã chỉ ra rằng việc sử dụng NIV thích hợp làm giảm nhu cầu thở máy xâm lấn và các biến chứng của nó. Hơn nữa, nó có thể được sử dụng lâu dài ở những người không thể tự thở do tình trạng bệnh mãn tính.